# アーメット・アーティガン
アーメット・アーティガン（英語: Ahmet Ertegun）本名：アフメト・エルテギュン（トルコ語: Ahmet Ertegün）、1923年7月31日 - 2006年12月14日）は、アトランティック・レコードの創設者であり元会長である。クラシック・ブルース、ポップ・ミュージックの作曲家でもあり、ロックの殿堂の会長も務めた。また、兄ネスヒ・アーティガンとワーナー・ブラザースCEOのスティーブ・ロスとともに、北米サッカーリーグ所属のサッカークラブニューヨーク・コスモスを設立した。
祖父はシェイフ・イブラヒム・エドヘム・エフェンディ、父は米国駐在大使を務めたミュニル・エルテギュン。